# Nakajima Jo
Jo Nakajima (sinh ngày 3 tháng 7 năm 1980) là một cầu thủ bóng đá người Nhật Bản.

## Sự nghiệp câu lạc bộ
Jo Nakajima đã từng chơi cho Kashima Antlers.